# Zadar Open 2023
Lo Zadar Open 2023, noto anche come Falkensteiner Punta Skala Zadar Open per motivi di sponsorizzazione, è stato un torneo maschile di tennis giocato sulla terra rossa. È stata la 3ª edizione del torneo Zadar Open, facente parte della categoria Challenger 75 nell'ambito dell'ATP Challenger Tour 2023. Si è giocato al Falkensteiner Resort Punta Skala di Zara, in Croazia, dal 20 al 26 marzo 2023.

## Partecipanti

### Teste di serie
| Nazionalità   | Giocatore       | Ranking* | Testa di serie |
| ------------- | --------------- | -------- | -------------- |
| Taipei cinese | Tseng Chun-hsin | 125      | 1              |
| Slovacchia    | Jozef Kovalík   | 145      | 2              |
| Regno Unito   | Ryan Peniston   | 152      | 3              |
| Austria       | Sebastian Ofner | 160      | 4              |
| Italia        | Flavio Cobolli  | 165      | 5              |
| Francia       | Laurent Lokoli  | 168      | 6              |
| Rep. Ceca     | Vít Kopřiva     | 169      | 7              |
| Francia       | Manuel Guinard  | 177      | 8              |

* Ranking al 13 marzo 2023.

### Altri partecipanti
I seguenti giocatori hanno ricevuto una wild card per il tabellone principale:
- Duje Ajduković
- Mili Poljičak
- Dino Prižmić

I seguenti giocatori sono passati dalle qualificazioni:
- Mirza Bašić
- Giovanni Fonio
- Jeremy Jahn
- Julian Ocleppo
- David Pichler
- Giulio Zeppieri

Il seguente giocatore è entrato in tabellone come lucky loser:
- Salvatore Caruso
- Nikola Milojević

## Punti e montepremi
| Torneo    | Torneo              | V     | F     | SF    | QF    | 2T    | 1T  | Q | Q2  | Q1  |
| Singolare | Punti               | 75    | 50    | 30    | 16    | 7     | 0   | 4 | 2   | 0   |
| Singolare | Premi in denaro (€) | 9 880 | 5 820 | 3 450 | 2 000 | 1 165 | 720 | – | 360 | 185 |
| Doppio    | Punti               | 75    | 50    | 30    | 16    | –     | 0   | – | –   | –   |
| Doppio    | Premi in denaro (€) | 4 250 | 2 450 | 1 480 | 880   | –     | 500 | – | –   | –   |

## Campioni

### Singolare
Alessandro Giannessi ha sconfitto in finale  Sebastian Ofner con il punteggio di 6–4, 5–7, 7–6(6).

### Doppio
Manuel Guinard /  Nino Serdarušić hanno sconfitto in finale  Ivan Sabanov /  Matej Sabanov con il punteggio di 6–4, 6–0.